# Luétiga
Luétiga fue un conjunto cántabro de intérpretes de música folk de la tradición cántabra.

## Historia
Luétiga (del montañés nuetiga, y este del latín noctua, "lechuza") inician su andadura en 1986 con la intención de recuperar los ritmos, sonidos e instrumentos que conformaban el alma musical del pueblo cántabro. Estos primeros tiempos supusieron un intenso trabajo de campo estableciendo comunicación con todos los viejos músicos populares de Cantabria (gaiteros, piteros, dulzaineros, rabelistas, pandereteras, tamboriteros, cantantes...). Con el fin de recuperar una música que se encontraba a punto de desaparecer. 
Su primera actuación importante tiene lugar en el año 1988 en el Folk-Segovia, donde tras el éxito cosechado reciben una propuesta de grabación del primer disco. Es aquí dónde surgen los primeros problemas internos del grupo en cuanto a la línea a seguir, bien dirigiéndose hacia un sonido más eléctrico o profundizar en la identidad de la música tradicional cántabra. 
Finalmente, y tras la incorporación de nuevos componentes y la marcha de otros, se impone la opción del sonido netamente cántabro que ha caracterizado al grupo desde entonces. Prescinden de esta forma de bodhrán, flautas irlandesas o gaita gallega, incorporando al pito montañés y otros clarinetes, gaita cántabra y percusiones tradicionales. Es entonces, en 1992, cuando ve la luz su primer disco La Última Cajiga, un disco en su mayoría instrumental.
En 1994 graban Nel el Vieju, donde incorporan más temas cantados con letras tanto tradicionales como de elaboración propia. Destaca el empleo, por primera vez en un grupo de Cantabria, del empleo del cántabro en sus letras,[cita requerida] que desde entonces ha constituido una reivindicación del grupo como elemento de la cultura cántabra. Así, precisamente varios de estos temas han supuesto sus éxitos más conocidos como Nel el Vieju o Adiós Cantabria, adiós.

## Componentes

### Actuales
- Fernando Diego: tambor, cajón, percusiones tradicionales y voz.
- Juan Carlos Ruiz: guitarras acústicas y dobro.
- Fernando Segura: bajo eléctrico y voz.
- Fernando Gómez: gaita cántabra, clarinete y pitu montañés.
- Borja Feal: flauta y gaita cántabra.
- Purificación Díaz: voz y pandereta.
- Peter Bulla: violín
- Sebastián Rubio: percusión.

### Históricos
- Raúl Molleda: vozaina, silbu y tamboril, bombo, bajo y voz.
- Marcos Bárcena: guitarra acústica, gaita cántabra y voz.
- Kate Gass: violín, clarinete, pitu montañés y voz.
- Esteban Bolado: violín y rabel.
- Jorge Méndez: zanfoña, teclados, guitarra acústica y clásica.
- Conchi García: pandereta, pandero y voz.
- Roberto Diego: gaita cántabra, flauta travesera, silbu y voz.
- Chema Murillo: violín y rabel.
- Paco San José: pitu montañés, clarinete, flauta travesera y silbu
- Luisa Bahillo: violín
- Alfonso Díaz: pitu montañés, clarinete.
- Maite Blanco: pandereta, percusiones y voz.
- María Santos: pandereta y voz.
- Miguel Balsa: gaitas.

## Actuaciones
Luétiga ha dado más de 500 actuaciones en su carrera de las que destacan: 
- Festival de Música Popular de Turín en 1988.
- II Festival Celta de Chicago en 1998.
- Festival Intercéltico de Ortigueira en 1995 y 1999.
- Teatro de Bellas Artes en México, D. F. 1999
- Festival de Música Popular de Lisboa en 1999.
- I Castilla Folk de Burgos en 2000.
- XX Festival de Música Popular y Tradicional de Villanueva y Geltrú (Barcelona) en 2000.
- Festival Folk y Raíces de Santa Cruz de Tenerife en 2001.
- La Folixa de Mieres (Asturias)en 2002.
- I Festival Interceltico de Vizela (Portugal)en 2002.
- Etnohelmentica 2002
- Festival de Música Folk Fiestas de El Pilar de Zaragoza en 2002.
- Festival de Música Folk Auditoría de Albacete en 2003.

En Cantabria han participado en todos los festivales existentes:
- Festival Interceltico de Orejo.
- Festival Sauga Folk en Colindres.
- Magosta Folk de Castañeda.
- Festival de Borleña.

## Discografía
- La hestoria'l santu enjamás contá -2007, (Artimaña Records, Cantabria) CD, 14 temas.
- A lo vivu -2001 , (Oca Records, Cantabria) CD, 13 temas.
- Cántabros -1999, (Oca Records, Cantabria) CD-cassete, 13 temas.
- Cerneula -1996, (Several Records, Madrid). CD-cassette, 12 temas.
- Nel el Vieju -1994, (Several Records, Madrid). CD-cassete, 13 temas.
- La última cajiga -1992, (Several Records, Madrid). Vinilo, CD y casete. 10 temas.

Luétiga ha participado en la grabación de varios proyectos discográficos, entre los que cabe destacar:
- Misa Popular Cántabra -1999, de Nobel Sámano, donde el grupo interpreta la partitura musical de esta importante obra.
- Naciones Celtas II -1998, recopilación de música celta que vendió más de 60.000 discos.
- Músicas del Ebro -2006.